# Skeatia rubricata
Skeatia rubricata är en stekelart som beskrevs av Jonathan och Gupta 1973. Skeatia rubricata ingår i släktet Skeatia och familjen brokparasitsteklar. Inga underarter finns listade i Catalogue of Life.